# Karrachmühle
Karrachmühle ist ein Gemeindeteil der Gemeinde Windelsbach im Landkreis Ansbach (Mittelfranken, Bayern). Karachmühle liegt in der Gemarkung Nordenberg.

## Geografie
Die Einöde liegt von Wald umschlossen am Karrachbach, der mit weiteren Bächen zu einem rechten Zufluss der Altmühl zusammenfließt. Unmittelbar westlich des Ortes befindet sich der Karrachsee mit dem Rest der Turmhügelburg Schlösschen. Im Südwesten grenzt der Karrachwald an, im Westen das Johanniterholz und im Nordwesten der Klosterwald. Ein Anliegerweg führt nach Gunzendorf (2 km südöstlich).

## Geschichte
Der Ort wurde im Würzburger Lehenbuch, das zwischen 1303 und 1313 entstanden ist, als „Karach“ erstmals urkundlich erwähnt.
Im Geographischen statistisch-topographischen Lexikon von Franken (1801) wird der Ort folgendermaßen beschrieben:

„Karrach, verstümmelt Koari, Rothenburgischer Ort innerhalb der Landwehre, 2 Stunden von der Stadt gegen Colmberg. Er hat 2 Gemeindrechte und 2 Haushaltungen, ist nach Windelsbach eingepfarrt und zehntfrey. Es sind daselbst 2 Seee, wovon der eine dem Müller daselbst, der andere dem Rothenburgischen Steueramte zugehört. Letzteres kaufte den See 1383 mit Nortenberg. Die Mühle, Karrachmühle genannt ist 1692 wieder aufgebaut worden. Der Ort hat 2 Dienste und stellt 1 Wagen.

Karrachmühl, Reichsstadt Rothenburgische oberschlächtige Mühle am Karrachsee, welche zwey Mahlgänge, 1 Gerbgang und 1 Schneidwerk zu Brettern hat. Die Mühle, welche zehntfrey ist, wurde 1692 wieder frisch aufgebaut; und ist nach Windelsbach eingapfarrt.“

Im Rahmen des Gemeindeedikts (frühes 19. Jahrhundert) wurde die Karrachmühle dem Steuerdistrikt Neusitz und der Ruralgemeinde Nordenberg zugeordnet. Im Zuge der Gebietsreform in Bayern wurde diese am 1. Januar 1972 nach Windelsbach eingemeindet.

### Baudenkmäler
In Karrachmühle gibt es zwei Baudenkmäler:
- Haus Nr. 1: ehemalige Mühle, zweigeschossiger Walmdachbau, teilweise Fachwerk, um 1700; Mühlkanal, eiserne Wasserräder
- Rothenburger Landhege: Wall- und Grabenanlage, angelegt im 15. Jahrhundert

- Grenzsteine: zwei Landhegesteine mit Rothenburger und Ansbacher Wappen; südlich der Wall-Grabenanlage im Wald

### Einwohnerentwicklung
| Jahr      | 001818 | 001840 | 001861 | 001871 | 001885 | 001900 | 001925 | 001950 | 001961 | 001970 | 001987 | 002011 | 002016 |
| Einwohner | 9      | 15     | 23     | 18     | 15     | 12     | 9      | 13     | 13     | 12     | 9      | 2      | 2      |
| Häuser    | 2      | 2      |        |        | 2      | 2      | 2      | 2      | 2      |        | 2      |        |        |
| Quelle    | [ 10 ] | [ 11 ] | [ 12 ] | [ 13 ] | [ 14 ] | [ 15 ] | [ 16 ] | [ 17 ] | [ 18 ] | [ 19 ] | [ 20 ] |        | [ 1 ]  |

## Religion
Der Ort ist seit der Reformation evangelisch-lutherisch geprägt und bis heute nach St. Martin (Windelsbach) gepfarrt. Die Einwohner römisch-katholischer Konfession sind nach St. Johannis (Rothenburg ob der Tauber) gepfarrt.